# Logica modale epistemica
La logica modale epistemica è una sottodisciplina della logica modale che si occupa del ragionamento sulla conoscenza. Mentre l'epistemologia vanta una lunga tradizione filosofica che risale all'antica Grecia, la logica epistemica ha avuto uno sviluppo molto più recente con applicazioni in molti campi, tra cui la filosofia, l'informatica teorica, l'intelligenza artificiale, l'economia e la linguistica.
La logica modale fu oggetto di discussione filosofica fin dai tempi di Aristotele e fu sviluppata dai filosofi medievali come Avicenna, Guglielmo di Ockham e Duns Scoto; la logica modale epistemica ebbe il primo approccio simbolico e sistematico all'argomento solamente nel 1912, con CI Lewis. Tale scienza continuò a progredire nel tempo finché nel 1963  raggiunse la sua forma moderna con l'opera di Kripke

## Storia
Fra i molti articoli pubblicati negli anni Cinquanta, l'articolo del 1951 del filosofo finlandese GH von Wright intitolato An Essay in Modal Logic è considerato come un documento fondativo. Nel 1962, un altro finlandese, Hintikka, scrisse Knowledge and Belief, il primo libro a suggerire l'uso di modalità per catturare la semantica della conoscenza piuttosto che le affermazioni aletiche tipicamente discusse nella logica modale.
Quest'opera gettò gran parte delle basi per l'argomento, ma da allora sono state condotte molte ricerche. Ad esempio, la logica epistemica è stata recentemente combinata con alcune idee dalla logica dinamica per creare la logica epistemica dinamica, che può essere utilizzata per descrivere e giustificare la variazione di informazioni e lo scambio di informazioni nei sistemi multiagente. Le opere seminali in questo campo sono di Plaza, Van Benthem e Baltag, Moss e Solecki.

## Modello standard dei mondi possibili
La maggior parte dei tentativi di modellare la logica epistemica si è basata sul modello dei mondi possibili. Per fare ciò,  è necessario suddividere l'insieme dei mondi possibili tra quelli che sono compatibili con la conoscenza di un agente e quelli che non lo sono. Questo è generalmente conforme all'uso comune. Se so che è venerdì o sabato, so per certo che non è giovedì. Non esiste un mondo possibile compatibile con la mia conoscenza dove è giovedì, poiché in tutti questi mondi è venerdì o sabato.
Vale la pena menzionare l'altro metodo principale in uso, l'approccio basato sugli eventi. Gli eventi sono insiemi di mondi possibili e la conoscenza è un operatore degli eventi. Sebbene le strategie siano strettamente correlate, ci sono due importanti distinzioni da fare tra i due approcci:
- Il modello matematico alla base dell'approccio basato sulla logica è la semantica di Kripke, mentre l'approccio basato sugli eventi impiega le relative strutture di Aumann basate sulla teoria degli insiemi;
- nell'approccio basato sugli eventi le formule logiche vengono eliminate completamente, mentre l'approccio basato sulla logica utilizza un sistema della logica modale.

Tipicamente, l'approccio basato sulla logica è stato utilizzato in campi come la filosofia, la logica e l'intelligenza artificiale, mentre l'approccio basato sugli eventi è più spesso utilizzato in campi come la teoria dei giochi e l'economia matematica. Nell'approccio basato sulla logica, una sintassi e una semantica sono state costruite usando il linguaggio della logica modale, che sarà descritto di seguito.

### Sintassi
L'operatore modale di base della logica epistemica, solitamente indicato con K, può essere letto come "è noto che", "è epistemicamente necessario che" o "è incoerente con ciò che è noto che non è". Se c'è più di un agente la cui conoscenza deve essere rappresentata, è possibile allegare pedici all'operatore ({\displaystyle {\mathit {K}}_{1}}, {\displaystyle {\mathit {K}}_{2}}, etc.) per indicare di quale agente si sta parlando. Così, {\displaystyle {\mathit {K}}_{a}\varphi } può essere letto come "l'agente A sa che".  Quindi, la logica epistemica può essere un esempio di logica multimodale applicata alla rappresentazione della conoscenza. Il duale di K non è indicato da un simbolo specifico, ma può essere rappresentato da {\displaystyle \neg K_{a}\neg \varphi }, che può essere letto come "{\displaystyle a} non sa che non-{\displaystyle \varphi }" oppure "è coerente con la conoscenza di a il fatto che {\displaystyle \varphi } è possibile". La proposizione "{\displaystyle a} non sa se {\displaystyle \varphi } o no" può essere espressa come {\displaystyle \neg K_{a}\varphi \land \neg K_{a}\neg \varphi }.
Al fine di accogliere le nozioni di conoscenza comune e di conoscenza distribuita,  al linguaggio possono essere aggiunti altri tre operatori modali. {\displaystyle {\mathit {E}}_{\mathit {G}}}, che si legge "ogni agente del gruppo G sa"; {\displaystyle {\mathit {C}}_{\mathit {G}}},, che si legge "è conoscenza comune per ogni agente nel gruppo G"; {\displaystyle {\mathit {D}}_{\mathit {G}}}, che si legge "è conoscenza distribuita all'intero gruppo G". Se {\displaystyle \varphi } è una formula del linguaggio umano, allora lo sono anche {\displaystyle {\mathit {E}}_{G}\varphi }, {\displaystyle {\mathit {C}}_{G}\varphi } e {\displaystyle {\mathit {D}}_{G}\varphi }.
Come il pedice dopo {\displaystyle {\mathit {K}}} può essere omesso quando c'è un solo agente, così il pedice dopo {\displaystyle {\mathit {E}}}, {\displaystyle {\mathit {C}}} e {\displaystyle {\mathit {D}}} può essere omesso quando essi si riferiscono al gruppo di tutti gli agenti (che è un gruppo unico).

### Semantica
Come accennato in precedenza, l'approccio basato sulla logica è costruito sul modello dei mondi possibili, alla cui semantica viene spesso data una forma definita nelle strutture di Kripke, note anche come modelli di Kripke. Una struttura Kripke M per n agenti sopra {\displaystyle \Phi } è una (n + 2)-tupla {\displaystyle (S,\pi ,{\mathcal {K}}_{1},...,{\mathcal {K}}_{n})}, dove S è un insieme non vuoto di stati o mondi possibili, {\displaystyle \pi } è un'Interpretazione  che associa ad ogni stato in S un'assegnazione di verità alle proposizioni primitive in {\displaystyle \Phi } (che è l'insieme di tutte le proposizioni primitive) e {\displaystyle {\mathcal {K}}_{1},...,{\mathcal {K}}_{n}}sono relazioni binarie su S per n numeri di agenti. Rilev anon confondere l'operatore modale {\displaystyle K_{i}} con la relazione di accessibilità {\displaystyle {\mathcal {K}}_{i}}.
L'assegnazione di un valore di verità dice se una proposizione p è vera o falsa in un certo stato. Così, {\displaystyle \pi (s)(p)} dice se p è vera nello stato s nel modello matematico {\displaystyle {\mathcal {M}}}. Il valore di verità non dipende soltanto dalla struttura, ma anche dal mondo attuale: ciò che è vero in un mondo non necessariamente è vero in un altro. Pe rindicare che una formula {\displaystyle \varphi } è vera in un determinato mondo, si scrive che {\displaystyle (M,s)\models \varphi }, che normalmente si legge "{\displaystyle \varphi } è vera per (M,s)" oppure "(M,s) soddisfa {\displaystyle \varphi }".
Giova pensare la relazione binaria {\displaystyle {\mathcal {K}}_{i}} come una relazione di possibilità dal momento che essa è tesa a determinare quali mondi o agenti di stato i sono considerati possibili. In altre parole, {\displaystyle w{\mathcal {K}}_{i}v} se e solo se {\displaystyle \forall \varphi [(w\models K_{i}\varphi )\implies (v\models \varphi )]} e questi {\displaystyle v} sono chiamati alternative epistemiche per l'agente I.
In una situazione ideale della conoscenza (p. es., descrivere lo stato epistemico di ragionatori perfetti con capacità di memoria infinita), ha senso che {\displaystyle {\mathcal {K}}_{i}} sia una relazione di equivalenza che è la forma più forte e più appropriata per il maggior numero di applicazioni. Una relazione di equivalenza è una relazione binaria riflessiva, simmetrica e transitiva. La relazione di accessibilità non possiede (necessariamente) queste caratteristiche. Sono possibili altre scelte,  come quelle usate quando si modella ciò che si crede invece di ciò che si sa.

## Proprietà della logica epistemica
Supponendo che {\displaystyle {\mathcal {K}}_{i}} sia una relazione di equivalenza e che gli agenti operino in condizioni di razionalità perfetta, si possono derivare alcune proprietà della logica epistemica. Quelle elencate di seguito sono note come proprietà di S5.

### Assioma della distributività
Questo assioma è tradizionalmente noto come K. In termini epistemici, esso afferma che se un agente sa che {\displaystyle \varphi } e sa che {\displaystyle \varphi \implies \psi }, allora l'agente sa anche che {\displaystyle \,\psi }. Quindi:
{\displaystyle (K_{i}\varphi \land K_{i}(\varphi \implies \psi ))\implies K_{i}\psi }
Questo assioma è valido in ogni tipo di semantica relazionale. L'assioma stabilisce logicamente il modus ponens come una regola di inferenza per ogni mondo epistemicamente possibile.

### Regola di generalizzazione della conoscenza
Un'altra proprietà che possiamo ricavare è che se {\displaystyle \phi } è valida (ad esempio in una tautologia), allora vale anche {\displaystyle K_{i}\phi }. Ciò non significa che se {\displaystyle \phi } è vera, allora l'agente i conosce {\displaystyle \phi }. Ciò significa invece che se {\displaystyle \phi } è vera in ogni mondo considerato possibile da un agente, allora l'agente deve conoscere {\displaystyle \phi } in ogni mondo possibile. Questo principio è in genere chiamato N (regola di necessitazione).
{\displaystyle {\text{se }}\models \varphi {\text{ allora }}M\models K_{i}\varphi .\,}
Questa regola preserva sempre il valore di verità nella semantica relazionale.

### Assioma della conoscenza o verità
Questo assioma è noto come assioma T (dall'inglese truth, verità). Esso dice che se un agente conosce i fatti, i fatti devono essere veri. Questa è stata spesso considerata la principale caratteristica distintiva tra conoscenza e credenza. Possiamo credere che un'affermazione sia vera quando è falsa, mentre è impossibile conoscere una proposizione falsa. L'oggetto della conoscenza è la verità. In simboli si ha:
{\displaystyle K_{i}\varphi \implies \varphi }
Questo assioma può anche essere espresso mediante la sua contrapposta, in quanto gli agenti non possono conoscere un'affermazione falsa:
{\displaystyle \varphi \implies \neg K_{i}\neg \varphi }
Questo assioma è valido in qualsiasi frame della semantica di Kripke che goda della proprietà riflessiva.

### Assioma dell'introspezione positiva
L'assioma dell'introspezione positiva e di quella negativa  affermano che un agente ha un'introspezione sulla propria conoscenza, vale a dire che è consapevole di conoscere. Sono indicati come assiomi 4 e 5.
L'assioma dell'introspezione positiva, noto anche come assioma KK, afferma specificamente che gli agenti sanno di sapere quello che sanno.  Questo assioma può sembrare meno ovvio di quelli elencati in precedenza e Timothy Williamson ha argomentato vigorosamente contro la sua inclusione nel suo libro intitolato Knowledge and Its Limits (La conoscenza e i suoi limiti).
In simboli si ha:
{\displaystyle K_{i}\varphi \implies K_{i}K_{i}\varphi }
In modo equivalente, questo assioma modale 4 afferma che gli agenti non sanno ciò che non sanno di sapere:
{\displaystyle \neg K_{i}K_{i}\varphi \implies \neg K_{i}\varphi }
Questo assioma è valido in qualsiasi frame della semantica di Kripke che goda della proprietà transitiva.

### Assioma dell'introspezione negativa
L'assioma dell'introspezione negativa dice che gli agenti sanno di non sapere ciò che non sanno. Se una cosa non è nota, l'agente non la sa e sa di non saperla.
In simboli si ha:
{\displaystyle \neg K_{i}\varphi \implies K_{i}\neg K_{i}\varphi }
o, equivalentemente, l'assioma 5 afferma che gli agenti sanno ciò che non sanno di non sapere. Poiché se si ignora una cosa, si sa anche di non saperla, viceversa ciò che non si sa di non sapere, deve essere noto.
{\displaystyle \neg K_{i}\neg K_{i}\varphi \implies K_{i}\varphi }
Questo assioma è valido in qualsiasi frame della semantica di Kripke che goda della proprietà euclidea.

### Sistemi di assiomi
Diverse logiche modali possono essere derivate assumendo come ipotesi diversi sottoinsiemi di questi assiomi. Queste logiche prendono normalmente il nome dagli assiomi importanti impiegati. Tuttavia, ciò non accade sempre.
Ad esempio, il sistema di logica modale KT45 risulta dalla combinazione degli assiomi K, T, 4 e 5, ma anche della regola di generalizzazione della conoscenza, che è conosciuta principalmente come S5 . Questo è il motivo per cui le proprietà della conoscenza sopra descritte sono spesso chiamate proprietà di S5. Tuttavia, si può dimostrare che l'assioma modale B è un teorema di S5 (vale a dire che {\displaystyle S5\vdash \mathbf {B} }),  che dice che ciò che un agente non sa di non sapere è vero: {\displaystyle \neg K_{i}\neg K_{i}\varphi \implies \varphi }. L'assioma modale B è vero su qualsiasi frame che goda della proprietà simmetrica,  ma è molto controintuitivo nella logica epistemica: come può l'ignoranza sulla propria ignoranza implicare verità? È quindi discutibile se S4 descriva meglio la logica epistemica, piuttosto che S5.
La logica epistemica si occupa anche della credenza, non solo della conoscenza. L'operatore modale di base viene solitamente indicato con B invece che con K. In questo caso, tuttavia, l'assioma della conoscenza non sembra più corretto - gli agenti solo a volte credono alla verità -, e quindi di solito viene sostituito con l'assioma di coerenza, tradizionalmente chiamato D:
{\displaystyle \neg B_{i}\bot }
che afferma che l'agente non crede a una contraddizione o a ciò che è falso. Quando D sostituisce T in S5, il sistema risultante è noto come KD45.  Ciò si traduce in diverse proprietà per {\displaystyle {\mathcal {K}}_{i}}. Ad esempio, in un sistema in cui un agente "crede" che qualcosa sia vero, ma che in realtà non è vero, la relazione di accessibilità sarebbe non riflessiva. La logica della credenza si chiama logica doxastica.

### Sistemi multi-agente
Quando ci sono più agenti nel dominio del discorso in cui ogni agente i corrisponde a un operatore modale epistemico separato {\displaystyle K_{i}}, oltre agli schemi di assiomi per ogni singolo agente sopra elencati per descriverne la razionalità, di solito si presume anche che la razionalità di ciascun agente sia di conoscenza comune.

## Problemi con il modello del mondo possibile e con il modello modale della conoscenza
Se si considera l'approccio dei mondi possibili per la conoscenza, ne consegue che l'agente epistemico a conosce tutte le conseguenze logiche delle loro convinzioni (ipotesi nota come  onniscienza logica). Se Q è una conseguenza logica di P, allora, per la tavola di verità dell'implicazione logica, non esiste un mondo possibile in cui P è vero e Q è falso. Quindi se a sa che P è vero, ne consegue che tutte le conseguenze logiche di P sono vere per tutti i mondi possibili compatibili (accessibili) con le convinzioni di a.  Pertanto, a sa che Q è vera; non è epistemicamente possibile che non-Q, data la sua conoscenza che P. Questa considerazione faceva parte di ciò che condusse Robert Stalnaker a sviluppare il bidimensionalismo, che può probabilmente spiegare come potremmo non conoscere tutte le conseguenze logiche delle nostre convinzioni, anche se non ci sono mondi in cui le proposizioni che conosciamo risultano vere, mentre le loro conseguenze sono false.
Questa caratteristica peculiare vale anche quando ignoriamo la possibile semantica del mondo e ci atteniamo a sistemi assiomatici. Con K e N (rispettivamente la regola di distribuzione e la regola di generalizzazione della conoscenza), che sono assiomi veri in grado minimo per tutte le logiche modali normali,l'agente può  dimostrare di conoscere tutte le conseguenze logiche delle proprie convinzioni.  Se Q è una conseguenza logica di P (cioè abbiamo la tautologia {\displaystyle \models (P\rightarrow Q)}),  allora possiamo derivare {\displaystyle K_{a}(P\rightarrow Q)} mediante N e,  usando una dimostrazione condizionale con l'assioma K,  possiamo quindi derivare {\displaystyle K_{a}P\rightarrow K_{a}Q} con K.
Quando lo traduciamo in termini epistemici, questo dice che se Q è una conseguenza logica di P, allora a sa che lo è, e se a sa che P, allora a sa che Q. Ciò significa che a conosce tutte le conseguenze logiche di ogni proposizione.  Questo è necessariamente vero per tutte le logiche modali classiche.Ad esempio, se a a che i numeri primi sono divisibili solo per se stessi e per il numero uno, allora sa che 8683317618811886495518194401279999999 è primo (poiché questo numero è divisibile solo per se stesso e il numero uno): nell'intperetazionemodale della conoscenza, quando a conosce la definizione di un numero primo, allora a conosce anche ogni singolo numero primo.
Si può anche generalizzare dagli assiomi ai teoremi: se a conosce tutti gli assiomi in una teoria, allora aconosce tutti i teoremi dimostrabili in quella teoria. Dovrebbe essere chiaro a questo punto che a non è umano (altrimenti non ci sarebbero congetture irrisolte in matematica, come il problema P contro NP o la congettura di Goldbach). In altre parole, la logica modale epistemica è un'astrazione idealizzata della conoscenza e spiega la conoscenza oggettiva piuttosto che quella soggettiva.

## Fallacia epistemica (fallacia dell'uomo mascherato)
Nella logica filosofica, la fallacia dell'uomo mascherato (nota anche come fallacia intensionale o fallacia epistemica) viene commessa quando si fa un uso illecito della legge di Leibniz in un argomento. La fallacia è "epistemica" perché postula un'identità immediata tra l'oggetto e la conoscenza che ne ha un soggetto, non riconoscendo che la legge di Leibniz non è in grado di rendere conto dei contesti intensionali.

### Esempi
Il nome della fallcia deriva dall'esempio seguente:
- Premessa 1: so chi è Bob.
- Premessa 2: Non so chi sia l'uomo mascherato.
- Conclusione: Pertanto, Bob non è l'uomo mascherato.

Le premesse possono essere vere e la conclusione falsa se Bob è l'uomo mascherato e l'oratore non lo sa. Quindi l'argomento è fallace.
In forma simbolica, le proposizioni di cui sopra sono:
- Premessa 1: so chi è X.
- Premessa 2: non so chi sia Y.
- Conclusione: Pertanto, X non è Y.

Si noti, tuttavia, che questo sillogismo avviene nel ragionamento dell'oratore "I". Pertanto, sarà:
- Premessa 1: L'oratore crede di sapere chi è X.
- Premessa 2: L'oratore crede di non sapere chi sia Y.
- Conclusione: Pertanto, l'oratore crede che X non sia Y.

La premessa 1 {\displaystyle {\mathcal {B_{s}}}\forall t(t=X\rightarrow K_{s}(t=X))} è molto forte, essendo logicamente equivalente a {\displaystyle {\mathcal {B_{s}}}\forall t(\neg K_{s}(t=X)\rightarrow t\not =X)}. È molto probabile che si tratti di una falsa credenza: {\displaystyle \forall t(\neg K_{s}(t=X)\rightarrow t\not =X)}  è probabilmente una proposizione falsa, allo stesso modo in cui l'ignoranza su {\displaystyle t=X}  non implica che la negazione sia vera.
Un altro esempio:
- Premessa 1: Lois Lane pensa che Superman possa volare.
- Premessa 2: Lois Lane pensa che Clark Kent non possa volare.
- Conclusione: quindi Superman e Clark Kent non sono la stessa persona.

Espresso in logica doxastica, il sillogismo di cui sopra è:
- Premessa 1: {\displaystyle {\mathcal {B}}_{Lois}Fly_{(Superman)}}
- Premessa 2: {\displaystyle {\mathcal {B}}_{Lois}\neg Fly_{(Clark)}}
- Conclusione: {\displaystyle Superman\neq Clark}

Il ragionamento di cui sopra è incoerente (non preserva la verità). La conclusione coerente dovrebbe essere {\displaystyle {\mathcal {B}}_{Lois}(Superman\neq Clark)}.